# Achvachen

Etnisch-linguistische groepen in de Kaukasus, de Achvachen zijn ingedeeld bij de Avaren, nr. 7

De Achvachen (Avaars: гIaхьвалал, Russisch: ахвахцы, Achvachtsi) zijn een Avarisch volk in Dagestan. Ze noemen zichzelf Atluati of Ashvado. De meesten zijn soennitische moslims.
Ze wonen in het District Achvachski tussen de rivieren Avar en Andi. In 1926 bedroeg hun aantal 3683. Een groep van ongeveer 2600 Achvachen woont in Zagatala in Azerbeidzjan, aan de grens met Rusland en Georgië, in het dorp Achachdere. Ze beschouwen zich niet als Avaren hoewel hun identiteitskaart dat wel vermeldt.
Voor 1930 werden ze door Sovjet-volkenkundigen als een aparte etnische groep gezien, daarna worden ze vaak onder de Avaren gerekend. Er vindt een geleidelijke assimilatie met de Avaren plaats. Rond 1990 werd hun aantal op 8000 geschat, dat is inclusief degenen die tot Avaren zijn geassimileerd maar die zich nog bewust zijn van hun Achvachse afkomst.

## Taal
Ze spreken een eigen taal, het Achvachs, dat behoort tot de Noordoost-Kaukasische talen. De meeste Achvachen spreken ook Avaars, Russisch, Azerbeidzjaans of Kumyk. Als schrijftaal wordt Avarisch gebruikt.
Bij de volkstelling van 2002 gaven 5793 mensen aan Achvachs te spreken. In 2010 was dat aantal slechts 210 maar is mogelijk een aantal tot het Avarisch gerekend.

## Geschiedenis
Georgische kronieken uit de veertiende eeuw noemen onder andere als stammen van het volk van Dagestan de Achuali, in de volkstelling van 1926 Achvalijoe genaamd. Toen leefden in de Sovjet-Unie 3683 Achvachen. Bij volgende volkstellingen vielen ze niet op als etnische groep omdat ze waren opgenomen in de Avaren. In 1958 waren er ongeveer 4000, en in 1967 benaderde het aantal 5000 personen.
Meer dan 200 Achvachen namen deel aan de Tweede Wereldoorlog, waarvan meer dan de helft omkwam, en 70 mensen bekroond werden met medailles.

## Cultuur
Gelovige Achvachen zijn soennitische moslims. Het proces van islamisering van de Achvachen was niet eerder dan de tweede helft van de achttiende eeuw afgerond.
Er is een taalkundig en etnografisch verschil tussen de noordelijke en zuidelijke Achvachen:

In etnografisch opzicht zijn noorderlingen en zuiderlingen ook heel anders. Zuiderlingen staan dichter bij de Batluhskim Avaren bij wie ze in de buurt wonen. Qua uiterlijk zijn ze een beetje anders dan de Avaren. De meesten van hen zijn brunettes met donkere ogen, gemiddelde lengte. De noordelijke Achvachen hebben vaak rood haar en blauwe ogen, en vaak een bovengemiddelde groei vooral bij mannen. Noordelijke Achvachen zijn gastvrij, maken graag grappen, en hebben, in vergelijking met de omringende stammen, een scherpe tong.

Een huwelijk wordt vaak gesloten na voorafgaande matchmaking op initiatief van de ouders.
A. Komarov schreef:  'Na het bereiken van overeenstemming is het de bruidegom toegestaan om de bruid te allen tijde te bezoeken. In de Tsunta-Achvach-samenleving volgt hierop de gewoonte dat "bruid en bruidegom na de heimelijke verstandhouding samen kunnen slapen."